# 射鹿溪瀑布群
射鹿溪瀑布群為源於北大武山西北麓，隘寮南溪支流射鹿溪流域的諸多瀑布。因位處群山環繞，溪流落差大，故形成許多瀑布。每座瀑布各有雄偉氣勢，加上交通不便人煙罕至，仍能保持著天然潔淨之美，其中又以「沙拉灣瀑布」及「獅王瀑布」最為著名。。

## 簡介
- 沙拉灣瀑布：舊名「太古拉筏斯瀑布」，是以排灣族第一位大頭目的名字「撒拉王」命名，後來更名為現在的沙拉灣瀑布。沙拉灣瀑布高約40公尺，下方沖激形成一既廣且深的瀑潭。瀑布位於舊筏灣部落的東南方，步行40分鐘的距離，交通現況不便導致遊客不多，但也因此而保存了原始的面貌。除了幽靜，還添了一股神秘氣息[1][2][4]。

- 獅王瀑布：Tarabang。舊稱「達拉邦瀑布」，位於沙拉灣瀑布下游，落差約20公尺，瀑水從砌割石壁中流出，宛如從石壁中噴出一般。這裡的水潭比撒拉灣瀑布還寬廣，景色絲毫不遜於前者。但獅王瀑布因路線不明，路況又差，加上回程是上坡，約要二個小時才可回起點，除非請住在舊筏灣的原住民帶路，否則不要輕易自行前往[1][2]。

- 排風瀑布：Tudinav。舊稱「凸大腦瀑布」，位於沙拉灣瀑布旁支流上游處，瀑水源於北大武山西北山麓，為一多階連瀑，落差達300公尺。於舊筏灣遠眺，如一條白練垂掛於兩山之間，相當壯觀[1]。

- 排雲瀑布：Djadjipi。舊稱「大貼壁瀑布」，位於排風瀑布瀑布下游處，落差約70公尺。於瑪筏道路遠眺，可見上游處的凸大腦瀑布，中段河道數處跌宕，接連大貼壁瀑布，終至沙拉灣瀑布旁匯入射鹿溪，近550公尺的落差，氣勢非凡[1]。
- 草泥馬峽谷：Tjaniliga，意思為像蜈蚣一樣的峽谷，位於太古拉筏斯下游，溯行15分鐘的距離。是一個寬3~4公尺，長50公尺的狹長深水潭，兩側岩壁高聳，有一顆巨石卡在峽谷上方。近年被稱作草泥馬峽谷。

- 凸明赤瀑布：Tumincelaq，大地裂開之意。位於沙拉灣瀑布的上游，舊平和社東方的射鹿溪谷，落差約90公尺，水量充盈，氣勢澎湃。溯溪愛好者間又稱之為「射鹿溪百米瀑」，為近年來新興的溯溪地點[1][5][6]。

## 交通資訊
- 自行開車：由國道3號下長治交流道，轉台24線水源路往三地門鄉方向至187線自立路右轉，於北葉國小前左轉往瑪家鄉公所，由鄉公所右側瑪家道路接瑪筏道路行駛至終點舊筏灣部落，再步行下切溪谷[4]。

## 外部連結
- 在Panoramio上的沙拉灣瀑布影像
- 在Flickr上的凸大腦瀑布及大貼壁瀑布影像 （页面存档备份，存于）
- 在登山補給站上的凸明赤腊瀑布影像 （页面存档备份，存于）
- 在Youtube上北大武山射鹿溪影片